# Yumileidi Cumbá
Yumileidi Cumbá Jay (* 11. Februar 1975 in Guantánamo) ist eine ehemalige kubanische Kugelstoßerin und Olympiasiegerin.
1994 wurde sie Vizejuniorenweltmeisterin, hatte danach aber mit Verletzungen zu kämpfen und scheiterte bei den Olympischen Spielen 1996 in Atlanta in der Qualifikation. Sowohl bei den Weltmeisterschaften 1999 in Sevilla wie auch bei den Olympischen Spielen 2000 in Sydney wurde sie Sechste. 1999 und 2001 siegte sie bei der Universiade.
Bei den Hallenweltmeisterschaften 2004 in Budapest rückte sie vom dritten auf den zweiten Platz vor, nachdem die erstplatzierte Wita Pawlysch wegen Dopings disqualifiziert worden war. Am 8. August desselben Jahres erzielte sie in Huelva mit 19,97 m ihre persönliche Bestleistung. 
Kurz danach hatte sie ihren größten Erfolg bei den Olympischen Spielen 2004 in Athen. Im letzten Versuch stieß sie 19,59 m und verdrängte damit die Deutsche Nadine Kleinert auf den dritten Rang. Nachdem die erstplatzierte Irina Korschanenko positiv auf Doping getestet und disqualifiziert wurde, erhielt Cumbá die Goldmedaille. Sie ist damit die erste Olympiasiegerin in ihrer Disziplin, die nicht aus Europa kommt.
Bei den Weltmeisterschaften 2005 in Helsinki wurde sie Sechste, bei den Weltmeisterschaften 2007 in Osaka Zwölfte.
Bei einer Körpergröße von 1,83 m beträgt ihr Wettkampfgewicht 105 kg.